# Південні авіалінії
Південні авіалінії — колишня український чартерний авіаперевізник, що базувався в місті Одеса.

## Історія
Авіакомпанія зареєстрована 1999 року в Одесі. У 2000 році компанія сертифікована Державною службою авіації України. Південні Авіалінії виконують регулярні та чартерні рейси. На початку компанія працювала з 6 типами літаків: Ан-24, Ан-30, Ан-140, Як-40, Л-410 і Ту-134
2013 року Південні Авіалінії діють як чартерна авіакомпанія, що спеціалізуються на обслуговуванні VIP-пасажирів з Одеси. Компанія працювала із літаками Ан-24, Embraer Phenom 100, Saab 340B та Як-42.

## Аварії та інциденти
- Авіакатастрофа Ан-24 в Донецьку 13 лютого 2013

## Галерея

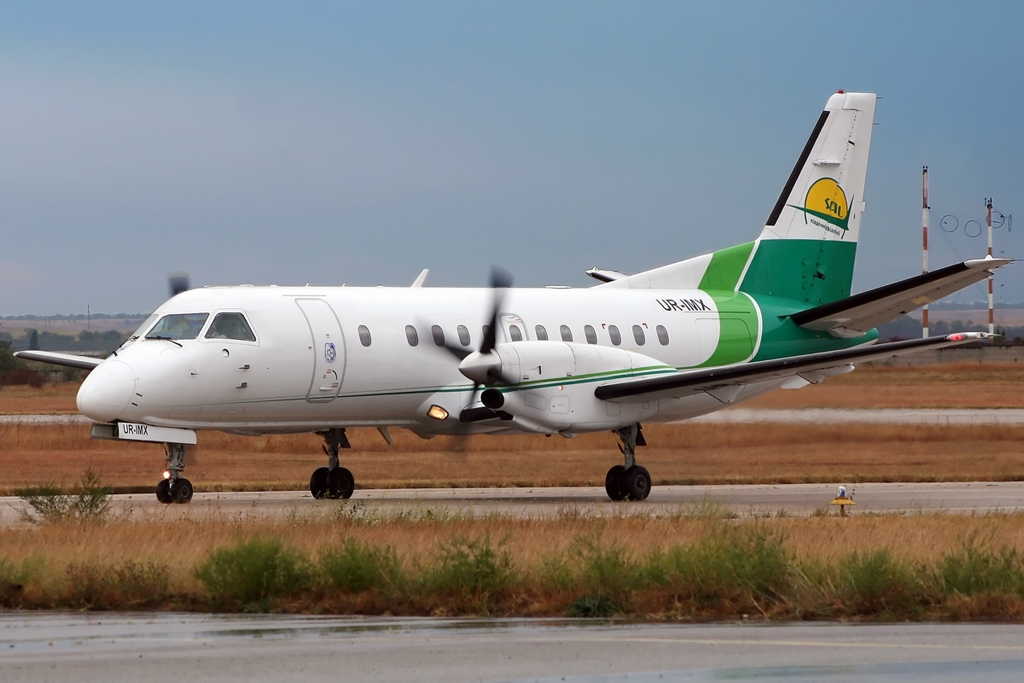
Saab 340B у Сімферополі, 2008
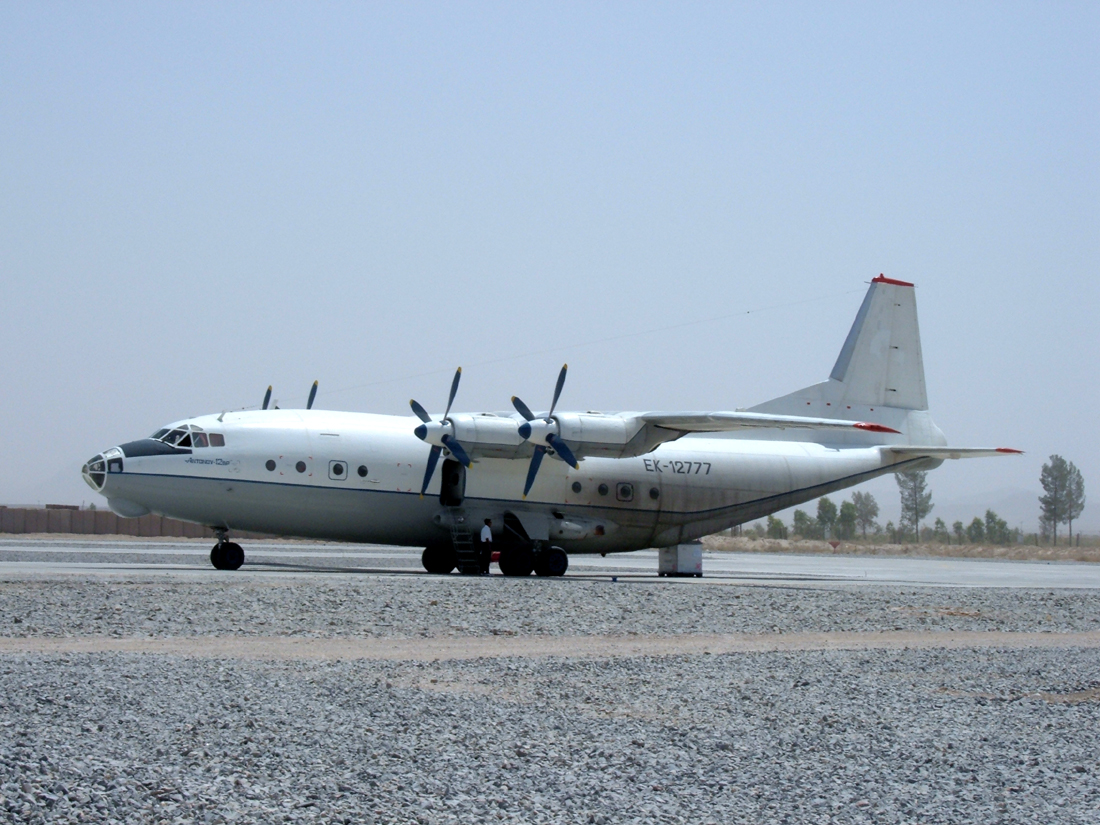
Ан-12 у 2005
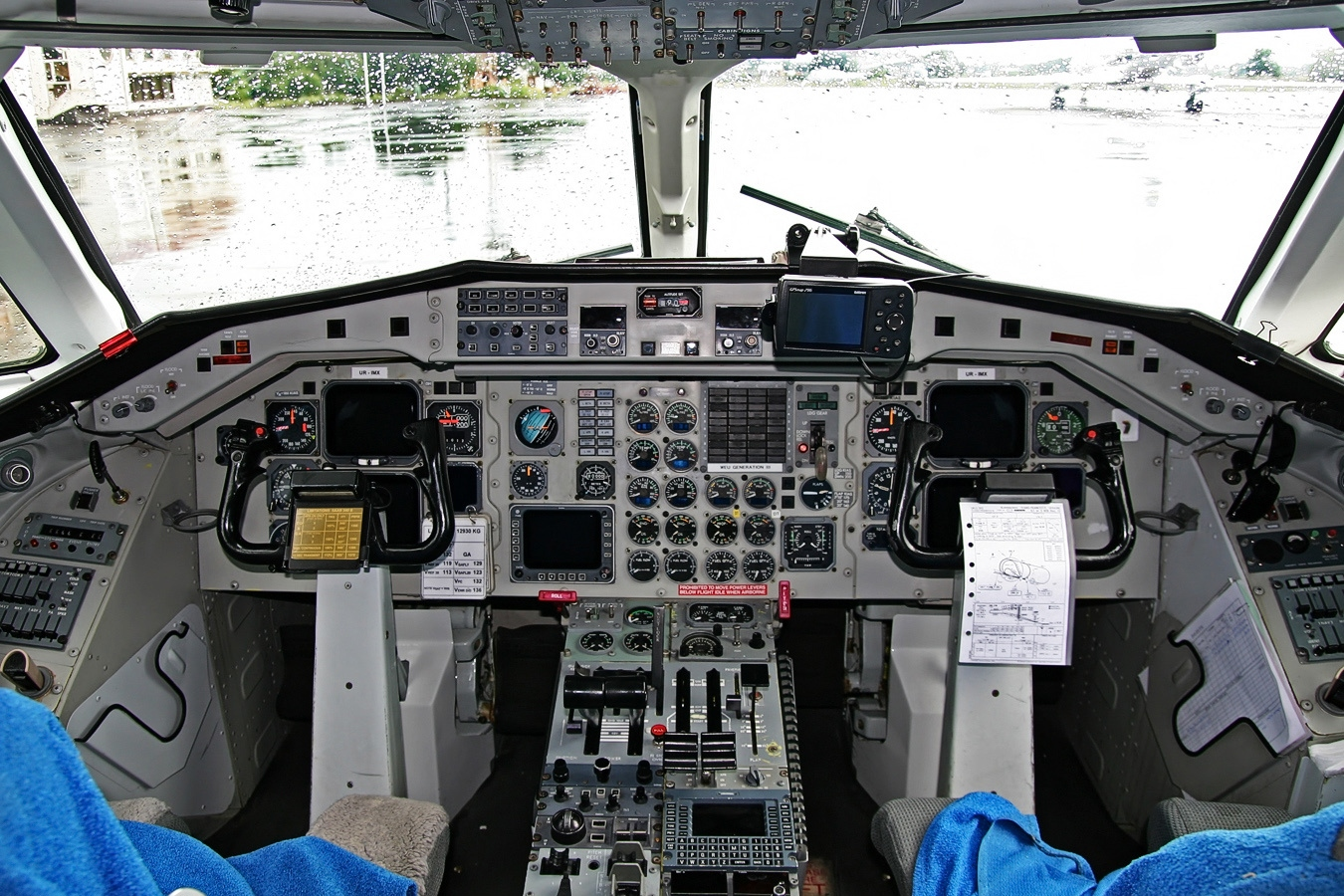
Кабіна Saab 340B (Івано-Франківськ, 2008)
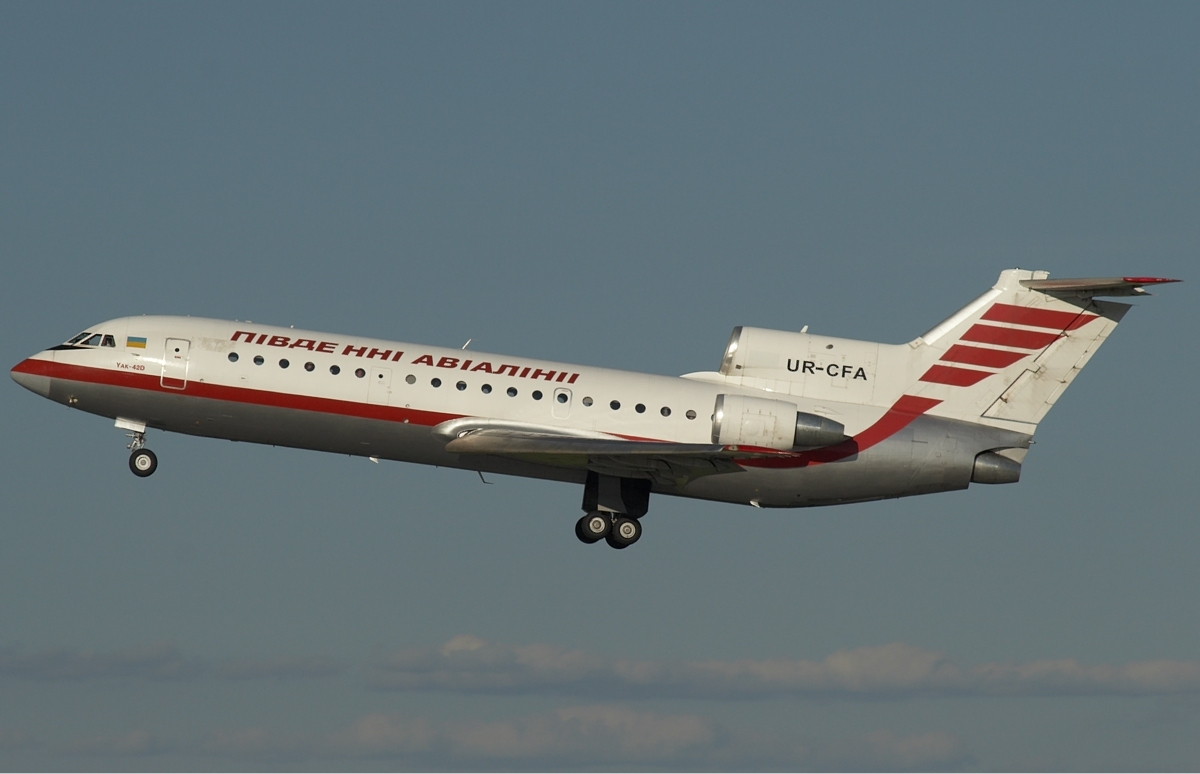
Yakovlev Yak-42D злітає в Борисполі
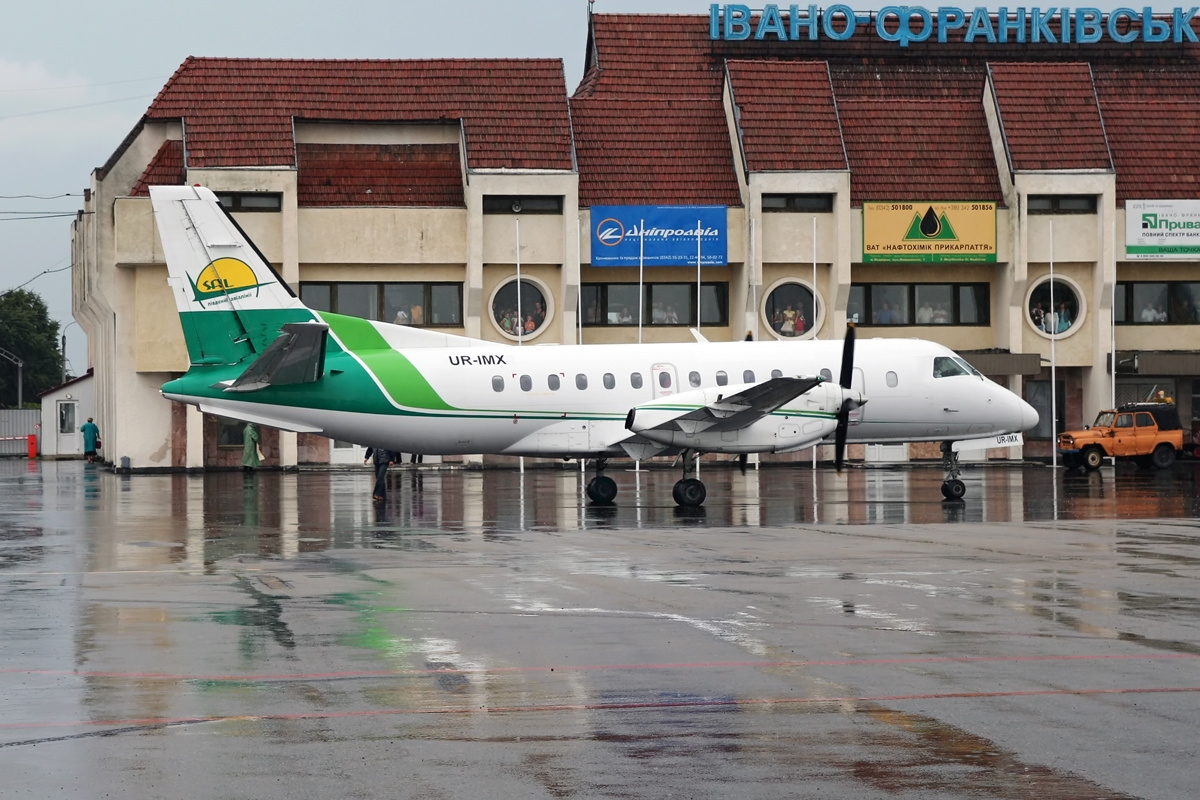
Saab 340B в Івано-Франківську, 2008